# Jennifer Grey
Jennifer Grey (New York, 26 marzo 1960) è un'attrice statunitense, nota al grande pubblico per il ruolo di Frances "Baby" Houseman nel film Dirty Dancing - Balli proibiti.

## Biografia
Nata a New York da una famiglia ebraica, figlia dell'attore Joel Grey e di Jo Wilder, studia presso la scuola privata "The Dalton School" di New York. Nel 1984 prende parte al film The Cotton Club di Francis Ford Coppola, seguito da Alba rossa, in cui recita al fianco di Patrick Swayze, che sarà suo partner nel film che la rese più celebre, ovvero Dirty Dancing - Balli proibiti del 1987. Nel film, che ha fatto sognare milioni di spettatori, interpreta la dolce Baby, che impara a ballare dal ballerino Johnny, di cui s'innamora. L'anno prima aveva preso parte a Una pazza giornata di vacanza, commedia adolescenziale che aveva ottenuto un discreto successo.
Dopo il successo di Dirty Dancing - Balli proibiti interpreta I maledetti di Broadway, nel cui cast figura anche Madonna, con la quale interpreta un brano. Ma la Grey viene ricordata sempre per il ruolo di Baby: non riuscendo a scrollarsi di dosso il personaggio, negli anni successivi interpreta solo film per la televisione e di scarso successo. Partecipò in seguito ad alcuni episodi di Friends e al film del 2000 Bounce con Gwyneth Paltrow e Ben Affleck, ma tornò alla ribalta per una serie di interventi di chirurgia estetica, tra cui uno di rinoplastica, che cambiarono i tratti del suo naso e del viso, togliendole quel “dolce” aspetto per il quale era stata tanto amata dal pubblico.  
Nel 2022 viene ricontattata dal regista Jonathan Levine per un possibile sequel di Dirty Dancing, la cui uscita è prevista per il 2024; tuttavia, l'attrice ha affermato di avere intenzione di prendere parte al progetto solamente a condizione che tale sequel «sia perfetto in onore del compianto Patrick Swayze».

## Vita privata
Per qualche tempo fidanzata con l'attore Johnny Depp, l'attrice ha sofferto per molti anni di dolori al collo, a causa di un incidente automobilistico avvenuto in Irlanda nel 1987 (nel quale morirono due donne), quando era fidanzata con l'attore Matthew Broderick. Il 21 luglio 2001 si è sposata con l'attore e regista Clark Gregg. La coppia ha avuto una figlia. Nel settembre del 2010, dopo essersi sottoposta ad un controllo medico per la sua partecipazione a Dancing with the Stars (versione americana di Ballando con le stelle), scopre un nodulo maligno al collo, che successivamente è stato asportato chirurgicamente. Il 3 luglio 2020, Jennifer Grey e Clark Gregg annunciarono che si erano separati amichevolmente a gennaio ed erano in procinto di divorziare. Il divorzio diventò esecutivo il 16 febbraio 2021.

## Filmografia

### Cinema
- Amare con rabbia (Reckless), regia di James Foley (1984)
- Alba rossa (Red Dawn), regia di John Milius (1984)
- Cotton Club (The Cotton Club), regia di Francis Ford Coppola (1984)
- Il vincitore (American Flyers), regia di John Badham (1985)
- Una pazza giornata di vacanza (Ferris Bueller's Day Off), regia di John Hughes (1986)
- Dirty Dancing - Balli proibiti (Dirty Dancing), regia di Emile Ardolino (1987)
- Gandahar, regia di René Laloux (1988) - Voce
- I maledetti di Broadway (Bloodhounds of Broadway), regia di Howard Brookner (1989)
- Wind - Più forte del vento (Wind), regia di Carroll Ballard (1992)
- Oltre l'innocenza (Portraits of a Killer), regia di Bill Corcoran (1996)
- Lover's Knot, regia di Peter Shaner (1996)
- Red Meat, regia di Allison Burnett (1997)
- Bounce, regia di Don Roos (2000)
- Ritual, regia di Avi Nesher (2001)
- Redbelt, regia di David Mamet (2008)
- Keith, regia di Todd Kessler (2008)
- Untogether, regia di Emma Forrest (2018)
- A Real Pain, regia di Jesse Eisenberg (2024)

### Televisione

#### Film TV
- La scarpetta incantata (If the Shoe Fits), regia di Tom Clegg (1990)
- Murder in Mississippi, regia di Roger Young (1990)
- Giustizia criminale (Criminal Justice), regia di Andy Wolk (1990)
- Occhi del testimone (Eyes of a Witness), regia di Peter Hunt (1991)
- Una vita in pericolo (A Case for Murder), regia di Duncan Gibbins (1993)
- A tempo di valzer (The West Side Waltz), regia di Ernest Thompson (1995)
- The Player, regia di Mark Piznarski (1997)
- Vite violate (Outrage), regia di Robert Allan Ackerman (1998)
- Da quando te ne sei andato (Since You've Been Gone), regia di David Schwimmer (1998)
- Road to Christmas, regia di Mark Jean (2006)
- The Bling Ring, regia di Michael Lembeck – film TV (2011)

#### Serie TV
- ABC Afterschool Specials - serie TV, episodi 12x05-14x02 (1984-1985)
- Un giustiziere a New York (The Equalizer) - serie TV, episodio 2x03 (1986)
- Friends - serie TV, episodio 1x20 (1995)
- Fallens Angels - serie TV, episodio 2x03 (1995)
- John from Cincinnati - serie TV, episodi 1x06-1x08-1x10 (2007)
- Phineas e Ferb - serie TV, episodi 1x34-2x17 (2008-2009) - Voce
- Dr. House - Medical Division (House, M.D.) - serie TV, episodio 7x05 (2010)
- Red Oaks - serie TV, 21 episodi (2014-2017)
- Grey's Anatomy - serie TV, episodi 15x12-15x13 (2019)
- Dollface - serie TV, episodio 2x08 (2022)

## Doppiatrici italiane
Nelle versioni in italiano delle opere in cui ha recitato, Jennifer Grey è stata doppiata da:
- Silvia Tognoloni in Dirty Dancing (Balli proibiti), I maledetti di Broadway, Lover's Knot
- Antonella Rinaldi in Alba rossa, Una pazza giornata di vacanza
- Roberta Paladini ne Il vincitore, Grey's Anatomy
- Cristiana Lionello in Occhi del testimone
- Gabriella Borri in Wind - Più forte del vento
- Stella Musy in Bounce
- Claudia Razzi in Redbelt
- Roberta Pellini in Red Oaks
- Tiziana Avarista in A Real Pain